# Devilman Crybaby
Devilman Crybaby is een Japanse animeserie uit 2018. De anime is gebaseerd op de mangaserie Devilman uit 1972 van schrijver Go Nagai. 
De anime is geregisseerd door Masaaki Yuasa, geproduceerd door Aniplex en Dynamic Planning, geanimeerd door Science SARU en werd uitgebracht als een original net animation door Netflix.
De wereld wordt aangevallen door demonen. Schoolleerling Ryo Asuka wil deze demonen ontmaskeren, maar dan is het nodig dat iemand zich aan een demon verbindt. Zijn vriend Akira Fudo raakt vervolgens verbonden met een demon en ontwikkelt zich tot de superheld Devilman, die de strijd met de demonen aangaat.